# Munella gayda
Munella gayda är en kräftdjursart som beskrevs av Wilson och Robert Raymond Hessler 1974. Munella gayda ingår i släktet Munella och familjen Haplomunnidae. Inga underarter finns listade i Catalogue of Life.